# Žákava
Žákava är en ort i Tjeckien.   Den ligger i regionen Plzeň, i den västra delen av landet, 80 km sydväst om huvudstaden Prag. Žákava ligger 371 meter över havet och antalet invånare är 368.
Terrängen runt Žákava är huvudsakligen platt, men norrut är den kuperad. Žákava ligger nere i en dal. Runt Žákava är det ganska tätbefolkat, med 100 invånare per kvadratkilometer. Närmaste större samhälle är Plzeň, 17,1 km nordväst om Žákava. Trakten runt Žákava består till största delen av jordbruksmark.